# Mars (Ben Bova)
Pour les articles homonymes, voir Mars.
Mars (titre original : Mars) est un roman de science-fiction dure de l’auteur américain Ben Bova, paru en 1992. Ce roman est le premier volume de la série Le Grand Tour qui comporte quinze volumes.

## Résumé
L'action se passe en 2020, la première expédition humaine se pose sur la planète Mars, après un voyage de neuf mois. L'expédition internationale a été financée par tous les pays participants. Avec Alberto Brumado, s’efforçant depuis 30 ans de constituer la mission. 
Le roman décrit l'expédition, mais par des retours en arrière, le processus de sélection qui a amené le personnage principal Jamie Waterman à fouler le sol inexploré de Mars.

## Personnages, membres de l'expédition
- Jamie Watterman, géologue d'origine navajo.
- Mikhaïl Vosnesensky, astronaute russe, commandant l'équipe au sol.
- Joanna Brumado, fille d'Alberto Brumado, d'origine brésilienne.
- Llona Malater, raciste envers les Russes, d'origine israélienne.
- Tony Reed, médecin anglais de la mission Mars.
- Pete Connors, astronaute afro-américain.
- Monique Bonnet, biologiste française.
- Seiji Toshima, météorologue japonais.
- Li Changdu, commandant en chef chinois de la mission, dans la station orbitale.
- Naguib, égyptien
- Rava Patel, géophysicien
- Alex Mironov, astronaute russe

## Personnages extérieur
- Alberto Brumado, principal conseiller et politicien du projet mars, ainsi que brillant scientifique brésilien.
- La vice-présidente des États-Unis d'Amérique qui a horreur du projet Mars.
- Le père Di-Nardo, conseiller du projet Mars et initial géologue de la mission.
- Al Watterman, grand-père de Jamie Watterman.
- Edith Elgin journaliste n°1 du projet Mars, et petite amie de Jamie Watterman.

## Distinction
Mars a été sélectionné pour le prix Locus du meilleur roman de science-fiction 1993.